# エス・オー・エフ・ティー
株式会社エス・オー・エフ・ティーは、埼玉県川口市にあるソフトウェア、ゲームグッズの開発・制作・販売から、販売イベントの開催、ウェブサイトの開発・運営など、関連する事業を幅広く手がける総合IT（情報技術）企業。

## 沿革
- 2002年 - 埼玉県蓮田市で設立。その後川口市に移転。
- 2007年 - コンテンツ・ソフト協同組合に加入。
- 2010年 - 映像倫理機構に加入する。
- 2012年 - 再度埼玉県蓮田市に移転。
- 2013年 - コンピュータソフトウェア倫理機構に加入。
- 2013年5月 - 川口市に再度移転。

## 業務
部門は、企業ページより引用。

### システム開発・運営
単なるウェブサイトではなく、システムとしてのものも多い。
1. グループウェア。紹介例として「オーバーグループウェア：さいこみゅ」[注 1]が掲載されている。
2. ゲームブランドのファンクラブ。実例として「サーカスファンクラブ」を運営している。
3. 通信販売サイト。実例として「萌人通販」「ファンクラブライト通販」等を運営している。
4. データベース。
5. ロジスティックシステム。
6. その他。イベント関係でのシステムやAndroidアプリ等を開発。

### グッズ製作
アニメ・ゲームなどをはじめ、OEM、企画から販売まで行っている。

### 通信販売
システムだけでなく、通信販売の運営を行っている。

### イベント企画・制作・運営
ライブイベント、物販イベントなど制作、運営している。
2005年には各メーカーを集め、ライブや物販を含んだ企画制作イベント「萌えの臨海学校」を開催している。

### ソフトウェア(ゲーム)
初期より、CIRCUSブランドを中心として、他ブランドも取り扱う。
内容も開発や販売など多岐で、現在はソフトウェア全般が対象。